# Bisdom São João del Rei
Het bisdom São João del Rei (Latijn: Dioecesis Sancti Ioannis a Rege) is een rooms-katholiek bisdom met als zetel São João del-Rei, in Brazilië. Het bisdom is suffragaan aan het aartsbisdom Juiz de Fora.

## Geschiedenis
Het bisdom werd opgericht op 21 mei 1960, uit delen van het aartsbisdom Mariana, en de bisdommen Campanha en Juiz de Fora, en was suffragaan aan het aartsbisdom Mariana. Op 14 april 1962 wisselde het bisdom van kerkprovincie en werd suffragaan aan het aartsbisdom Juiz de Fora. 

## Parochies
Het bisdom had in 2020 een oppervlakte van 9.503 km2 en telde 614.000 inwoners waarvan 95,1% rooms-katholiek was.

## Bisschoppen
- Delfim Ribeiro Guedes (23 juli 1960 - 7 december 1983)
- Antônio Carlos Mesquita (16 december 1983 - 26 juni 1996)
- Waldemar Chaves de Araújo (26 juni 1996 - 26 mei 2010)
- Célio de Oliveira Goulart (26 mei 2010 - 19 januari 2018)
- José Eudes Campos do Nascimento (12 december 2018 - heden)

Juiz de Fora (aartsbisdom) · Leopoldina · São João del Rei